# Мазети (Верона)
Мазети је насеље у Италији у округу Верона, региону Венето.
Према процени из 2011. у насељу је живело 77 становника. Насеље се налази на надморској висини од 23 м.